# Бук східний
Бук східний (Fagus orientalis) — вид деревних рослин родини букових (Fagaceae). Поширений у Південно-Східній Європі, на Кавказі та в Малій Азії, в Україні — в Криму. Ряд рідкісних угруповань буку східного занесені до Зеленої книги України.
Вид описаний українським ботаніком Володимиром Липським.

## Опис

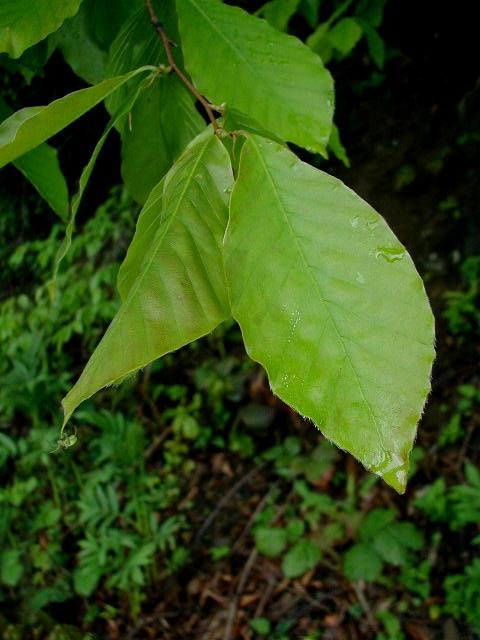

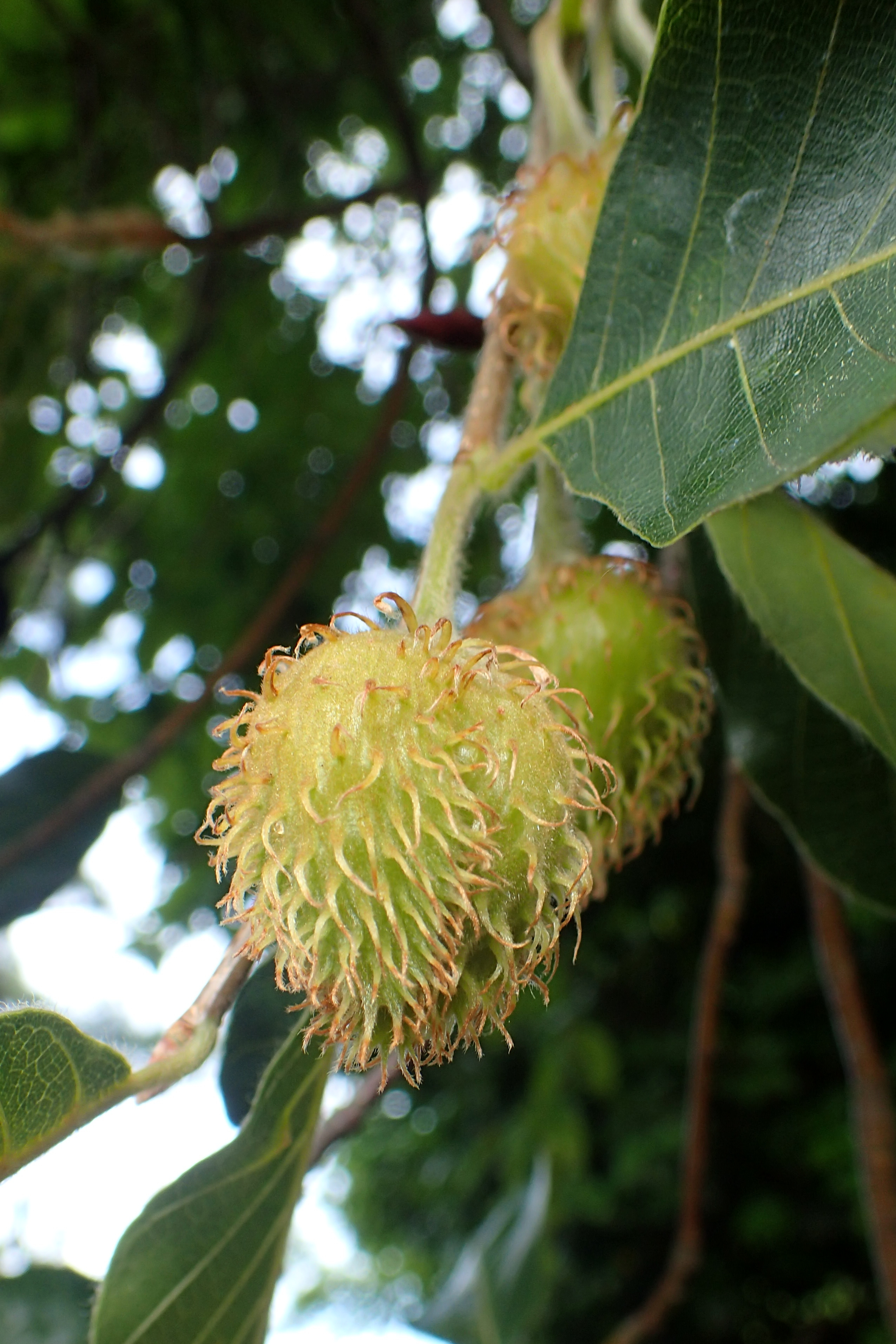

Дерево заввишки до 50 м, з потужною та густою яйцеяйцеподібною або широкоциліндричною, заокругленою на вершині кроною, колоноподібним стовбуром з світло-сірою гладенькою корою. 
Відрізняється від бука звичайного тим, що верхні листочки, які оточують мисочку, шилоподібні, нижні — вузьколінійні, довші від верхніх, від чого всі листочки розміщені майже на одному рівні.

## Поширення
Ареал охоплює Південно-Східній Європі, Кавказ та Малу Азію. В Україні зростає переважно на північних схилах Кримських гір, де утворює чисті лісостани на висоті 450—1400 м н. р. м. Вимогливий до родючості ґрунту і вологи, тіньовитривалий.

## Охорона
На більшій частині ареалу стан природних популяцій виду залишається більш-менш стабільним. Саме тому він, згідно Червоного списку МСОП, отримав охоронний статус «відносно благополучний вид».
Внаслідок зведення гірських лісів та погіршення стану середовища існування окремі угруповання буку східного стали рідкісними і тому занесені до Зеленої книги України, зокрема 2 рослинні асоціації, які належать до класу асоціацій балканськобукових лісів тисових (Fageta (orientaliае) taxosa (baccatae)): 1) східнобуковий ліс тисовий; 2) східнобуковий ліс тисово-п'ятилистозубницевий. Категорія охорони 2 (рідкісний тип асоційованості домінуючих видів деревостану; співдомінант деревостану — тис звичайний — занесений до Червоної книги України). Статус охорони: рідкісні угруповання (характеризуються низьким ступенем трапляння і займають незначні площі). Угруповання охороняються в Ялтинському гірсько-лісовому природному заповіднику і ландшафтному заказнику «Великий каньйон Криму».